# Leary (Teksas)
Leary – miasto w Stanach Zjednoczonych, w stanie Teksas, w hrabstwie Bowie.